# Свисминт
Свисминт (Swissmint), раније Федерална ковница, званична је ковница конфедерације Швајцарске. Налази се у главном граду Берну и задужена је за ковање металног швајцарског франка — и као валуте (новчића) и у форми полуга. Поред прављења кованица за владу, Свисминт такође кује медаље и комеморативне новчиће за приватне купце.

## Статус
Свисминт је агенција Швајцарске федералне владе. Део је Федералне финансијске администрације, која даље припада Федералном одељењу за финансије. Званична ковница Конфедерације од 1998. године ради као независна пословна јединица под именом Свисминт. Ковница Свисминт је имала 21 запосленика 2005. године.

## Зграда
Зграда ковнице је место баштине од националног значаја. Грађена је од 1903. до 1906. године, по дизајну Теодора Гола, да би се заменила старија зграда у Гербернграбену. Отворена је 2. јула 1906. године. Јасна, индустријски осмишљена зграда од жуте цигле обложена је неоренесансном фасадом у мрамору и пешчару.